# Józef Lubomirski (1676-1732)
Ne doit pas être confondu avec Józef Lubomirski (1704-1755), Józef Lubomirski (1785-1870), Józef Karol Lubomirski ou Józef Aleksander Lubomirski.
Józef Lubomirski (1676-11 juin 1732), noble polonais de la famille Lubomirski, voïvode de Czernihów.

## Biographie
Józef Lubomirski est le fils de Stanisław Herakliusz Lubomirski et de Elżbieta Doenhoff

## Mariage et descendance
Il épouse en premières noces Katarzyna Bełżecka
Il épouse ensuite Teresa Mniszech. Ils ont pour enfants:
- Anna Lubomirska (?-1763), épouse de Wenceslas Rzewuski.
- Antoni Lubomirski(1718-1782), grand gardien de la Couronne (1748), lieutenant-général, voïvode de Lublin, castellan de Cracovie, staroste de Piotrków.
- Stanisław Lubomirski (1722-1782), gardien de la Couronne (1752-1766), maréchal de la Couronne (1766).